# マルマラ大学
マルマラ大学（トルコ語: Marmara Üniversitesi）はトルコのイスタンブールにある国立大学である。

## 沿革
マルマラ大学は1883年1月16日に設立された高等商業学校に始まる。商業と経済に関する唯一の高等教育機関であった。1982年7月20日に現在のマルマラ大学へと改組された。

## 学部

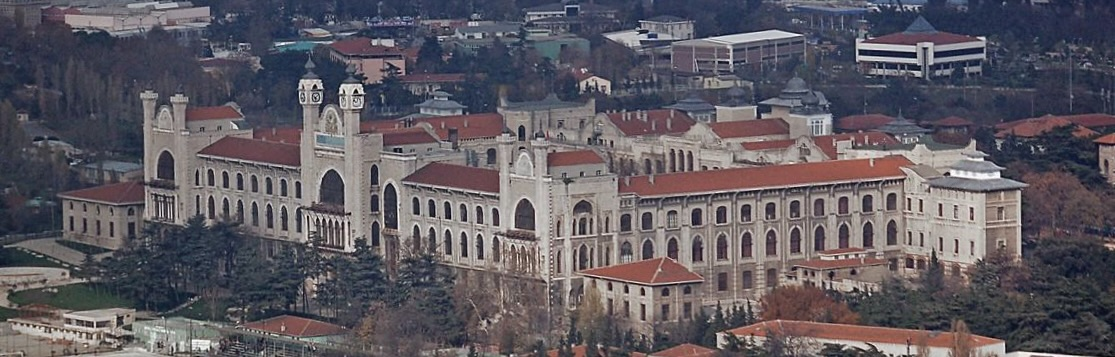
ハイダルパシャキャンパス

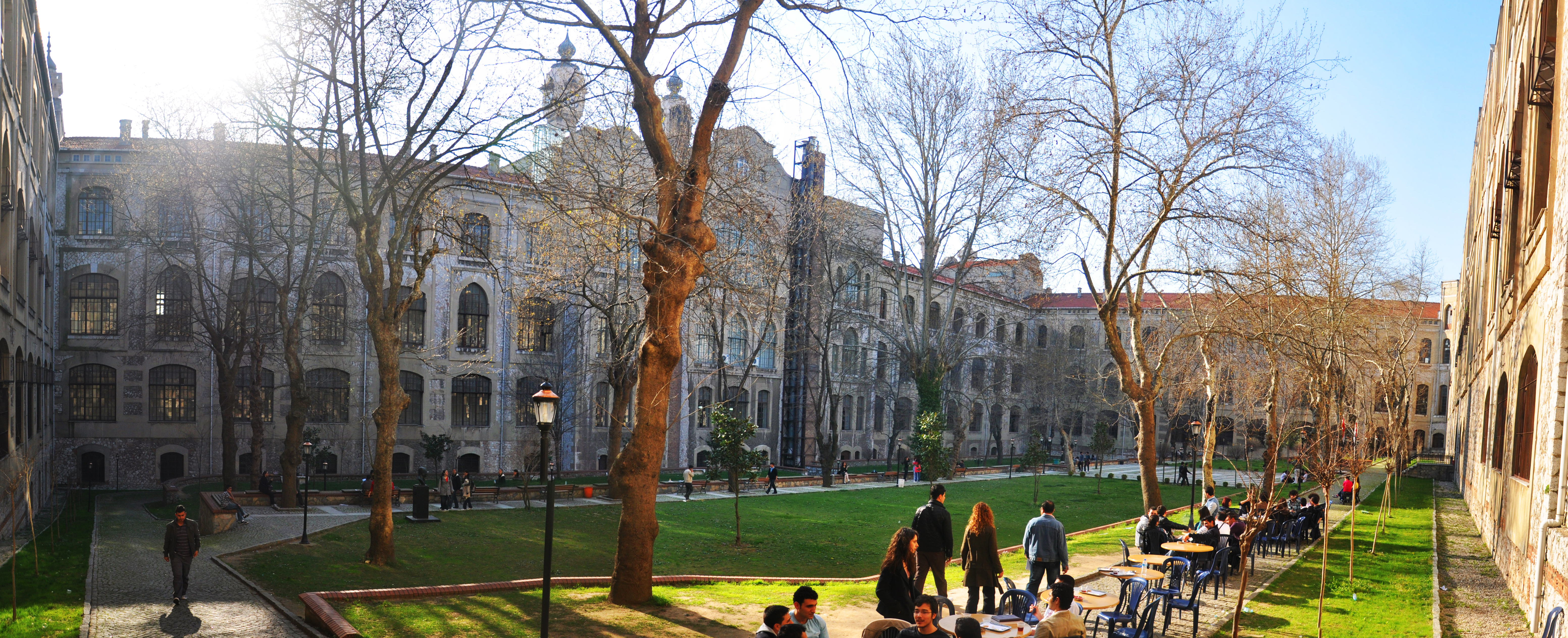
ハイダルパシャキャンパスの内庭と学生たち

- 法学部
- 神学部
- 芸術学部
- 人文科学部
- 経済学部
- 経済学及び経営学部
- 薬学部
- 医学部
- 歯学部
- 工学部
- 健康教育学部
- 技術教育学部
- コミュニケーション学部
- アタチュルク教育学部